# John Potts
John Foster Potts, meglio conosciuto con il nome Jimmy (Ashington, 25 febbraio 1899 – Northumberland, 1º ottobre 1986), è stato un calciatore inglese, di ruolo portiere.

## Biografia
Prima di venire ingaggiato dal Leeds Utd, lavorò anche come minatore. Sua sorella Bella sposò il compagno di squadra del Leeds Jack Milburn.

## Carriera

### Club
Proveniente dal Blyth Spartans, Potts venne ingaggiato dal Leeds Utd nel febbraio 1926, esordendo in prima squadra il 27 dello stesso mese contro l'Huddersfield Town. Retrocesse in cadetteria con i suoi nella First Division 1926-1927 ma, ottenne l'immediato ritorno in massima serie la stagione seguente. Nella sua militanza nel Leeds, ottenne come miglior piazzamento il quinto posto nella First Division 1929-1930, pur retrocedendo la stagione seguente.
Nel maggio 1934 passa ai cadetti del Port Vale, con cui gioca ancora due stagioni e con cui retrocede in terza serie al termine della Second Division 1935-1936.
Chiuderà la carriera agonistica nel Workington prima di tornare a lavorare ad Ashington.